# تداعيات استفتاء بقاء المملكة المتحدة ضمن الاتحاد الأوروبي 2016
شهدت المملكة المتحدة اضطرابات سياسية واقتصادية عقب إجراء الاستفتاء حول بقائها ضمن الاتحاد الأوروبي في 23 يونيو 2016، والذي صوتت فيه الأغلبية (51.9%) لصالح خروجها من الاتحاد، بالإضافة إلى تداعيات على بقية دول الاتحاد الأوروبي والعالم ككل. أعلن رئيس الوزراء ديفيد كاميرون، الذي نظّم حملة من أجل بقاء المملكة المتحدة ضمن الاتحاد، استقالته في الرابع والعشرين من يونيو، ما أدى إلى إقامة انتخابات قيادة المحافظين، والتي فازت بها وزيرة الداخلية تيريزا ماي. عقب خسارة زعيم المعارضة جيرمي كوربن اقتراح حجب الثقة في حزب العمل البرلماني، واجه أيضًا منافسة على الزعامة، والتي فاز بها. تنحى نايجل فاراج عن زعامة حزب استقلال المملكة المتحدة المؤيد لانسحاب المملكة المتحدة من الاتحاد الأوروبي في يوليو. بعد استقالة زعيم الحزب المُنتخَب، أصبح فاراج زعيمًا مؤقتًا للحزب في 5 أكتوبر إلى أن انتُخب بول نوتال زعيمًا له في 28 نوفمبر.
تباينت أنماط التصويت في الاستفتاء بين المناطق: تركزت أغلبية الأصوات المؤيدة للبقاء في مناطق جبل طارق ولندن الكبرى والعديد من المدن الأخرى واسكتلندا وأيرلندا الشمالية، بينما تركزت أغلبية الأصوات المؤيدة للمغادرة في بقية المناطق كإنجلترا وويلز ومعظم المناطق الاتحادية في أيرلندا الشمالية. أدى ذلك إلى إثارة القلق بين القوميين الاسكتلنديين والأيرلنديين؛ إذ هددت رئيسة وزراء اسكتلندا، نيكولا ستيرجن، بحجب الموافقة التشريعية عن أي تشريع للانسحاب، وطالبت بتصريح رسمي لإجراء استفتاء آخر بشأن استقلال اسكتلندا عن المملكة المتحدة، بينما طالب نائب رئيس وزراء أيرلندا الشمالية بإجراء استفتاء حول أيرلندا الموحدة. بقيت حالة جبل طارق ولندن موضع تساؤل.
في أواخر يوليو 2016، أُبلغَت اللجنة المُختارة المعنية بالشؤون الخارجية برفض كاميرون السماح للخدمة المدنية بوضع خطط لانسحاب بريطانيا من الاتحاد الأوروبي، وهو قرار وصفته اللجنة بأنه «تصرف إهمال جسيم».

## الآثار الاقتصادية
كانت الحجج الاقتصادية عنصرًا رئيسيًا في مناقشات الاستفتاء. جادل مؤيدو البقاء، بما في ذلك وزارة مالية المملكة المتحدة، أن التجارة ستكون أسوأ في حال الخروج من الاتحاد الأوروبي. جادل مؤيدو الانسحاب أن وقف صافي المساهمات في الاتحاد الأوروبي سيسمح ببعض الاقتطاعات على الضرائب أو زيادة الإنفاق الحكومي.
بعد يوم من إجراء الاستفتاء، عقد محافظ بنك إنجلترا، مارك كارني، مؤتمرًا صحفيًا لطمأنة الأسواق، وأصدر سلفًا مالية بقيمة 150 مليار جنيه إسترليني بعد أسبوعين. على الرغم من ذلك، انخفضت أسعار أسهم أكبر خمسة بنوك بريطانية بمعدل 21% في الصباح التالي للاستفتاء. أبدت جميع وكالات تصنيف الجدارة الائتمانية الثلاث الكبرى موقفًا سلبيًا من التصويت في يونيو 2016: خفضت وكالة ستاندرد آند بورز  تصنيف الائتمان البريطاني من إيه إيه إيه إلى إيه إيه، وخفّضت مؤسسة فيتش التصنيف من إيه إيه+ إلى إيه إيه، وخفّضت وكالة موديز للمستثمرين توقعات المملكة المتحدة إلى «سلبية».
عند افتتاح سوق لندن للأوراق المالية يوم الجمعة 24 يونيو، انخفض مؤشر فوتسي 100 من 6338.10 إلى 5806.13 في أول عشر دقائق من التداول. قرب نهاية التداول في 27 يونيو، انخفض مؤشر فوتسي 250  المعني بالصعيد المحلي بنسبة 14% تقريبًا مقارنة باليوم السابق لنشر نتائج الاستفتاء. رغم ذلك، وبحلول الأول يوليو، ارتفع مؤشر فوتسي 100 إلى مستويات أعلى مما كان عليه قبل الاستفتاء، ليبلغ أعلى مستوى له منذ عشرة أشهر، وكان ذلك أكبر ارتفاع في المؤشر للأسبوع الواحد منذ عام 2011. في 11 يوليو، دخل المؤشر رسميًا في دائرة سوق الثور، بعد أن ارتفع بنسبة أكثر من 20% من أدنى مستوى له في فبراير. ارتفع مؤشر فوتسي  250 إلى أعلى من مستوى ما قبل الاستفتاء في 27 يوليو. في الولايات المتحدة، بلغ مؤشر إس و بي 500، وهو سوق أوسع من مؤشر داو جونز، أعلى مستوى له في 11 يوليو.
في صباح يوم 24 يونيو، هبط الجنيه الإسترليني إلى أدنى مستوياته مقابل الدولار الأميركي منذ عام 1985. بلغ معدل الهبوط على مدار اليوم 8%، وهو أكبر هبوط ليوم واحد في الجنيه الإسترليني منذ تقديم أسعار الصرف المعومة في أعقاب انهيار نظام بريتون وودز في عام 1971. بقيت قيمة الجنيه الإسترليني منخفضة، وأصبح في 8 يوليو من أسوأ العملات الرئيسية أداءً في السنة، على الرغم من عودة مؤشر الجنيه الإسترليني التجاري المثقل فقط إلى مستويات شوهدت في الفترة 2008-2013. كان من المتوقع أن يحقق الجنيه الإسترليني الأضعف فائدة لشركات الفضاء والدفاع، وشركات الأدوية، وشركات الخدمات المهنية؛ إذ تعززت أسعار أسهم هذه الشركات بعد استفتاء الاتحاد الأوروبي.
بعد الاستفتاء، نشر معهد الدراسات المالية تقريرًا ممولًا من مجلس الأبحاث الاقتصادية والاجتماعية حذر فيه من أن بريطانيا ستخسر ما يصل إلى 70 مليار جنيه إسترليني في ظل انخفاض النمو الاقتصادي في حال عدم احتفاظها بعضوية السوق الموحدة مع عدم إمكانية الصفقات التجارية الجديدة على تعويض الفارق. تُعد الخدمات المالية أحد هذه المجالات والتي تتلقى العون من خلال «جواز مرور» المنتجات المالية عبر نطاق الاتحاد الأوروبي، والتي تشير تقديرات صحيفة فاينانشال تايمز بشكل غير مباشر إلى أنها قد تبلغ 71000 وظيفة و10 مليار جنيه إسترليني من الضرائب السنوية  وهناك مخاوف بشأن انتقال البنوك خارج المملكة المتحدة.
في 5 يناير 2017، اعترف آندي هالدين، كبير خبراء الاقتصاد والمدير التنفيذي للتحليل النقدي والإحصاء في بنك إنجلترا، بأن التوقعات التي تشير إلى حدوث تدهور اقتصادي نتيجة الاستفتاء كانت غير دقيقة ولاحظ أن أداء السوق كان قويًا بعد الاستفتاء، وعلى الرغم من ذلك، أشار البعض إلى ارتفاع الأسعار بسرعة أكبر من ارتفاع الأجور.

### الاقتصاد والأعمال التجارية
في السابع والعشرين من يونيو، حاول وزير المالية، جورج أوسبورن، طمأنة الأسواق المالية بأن اقتصاد المملكة المتحدة لم يكن في ورطة خطيرة. حدث ذلك بعد أن أفادت تقارير إعلامية بأن استطلاعًا أجراه معهد المديرين أشار إلى أن ثلثي الشركات التجارية ترى أن نتيجة الاستفتاء ستسفر عن نتائج سلبية وانخفاض قيمة الجنيه الإسترليني ومؤشر فوتسي 100. تنبأت بعض الشركات البريطانية بأن خفض الاستثمار، وتجميد التوظيف، وحالات الفصل ستكون إجراءات ضرورية للتصدي لنتائج الاستفتاء. أشار أوسبورن إلى أن بريطانيا تواجه المستقبل «في موضع قوة» وأنه لا يوجد حاجة إلى ميزانية طارئة في الوقت الراهن. قال أوسبورن: «لا ينبغي لأحد أن يشكك بتصميمنا على الحفاظ على الاستقرار المالي الذي قدمناه لهذا البلد ... وأود إخبار الشركات الكبيرة والصغير أن الاقتصاد البريطاني قوي أساسًا، وتنافسي بدرجة عالية، ونحن منفتحون على الأعمال التجارية».
في 14 يوليو، صرّح فيليب هاموند، خليفة أوسبورن في منصب المستشار، لبي بي سي نيوز أن نتيجة الاستفتاء تسببت بارتياب لدى الشركات، وأنه من المهم بث «إشارات الطمأنينة» لتشجيع الاستثمار والصرف. أكد أيضًا على عدم الحاجة لميزانية طارئة: «سنرغب بالعمل على نحو وثيق مع محافظ بنك إنجلترا وآخرين خلال الصيف للإعداد لبيان الخريف، إذ سنشير إلى الخطط الاقتصادية ونحددها للمضي قدمًا في ظل الظروف المختلفة التي نواجهها الآن، ثم ستُنفذ هذه الخطط ضمن ميزانية الربيع بالطريقة المعتادة».